# Meurchin
Meurchin is een gemeente in het Franse departement Pas-de-Calais (regio Hauts-de-France). De plaats maakt deel uit van het arrondissement Lens. Meurchin telde op 1 januari 2022 3.715 inwoners.

## Geografie
De oppervlakte van Meurchin bedroeg op 1 januari 2022 4,64 vierkante kilometer; de bevolkingsdichtheid was toen 800,6 inwoners per km².

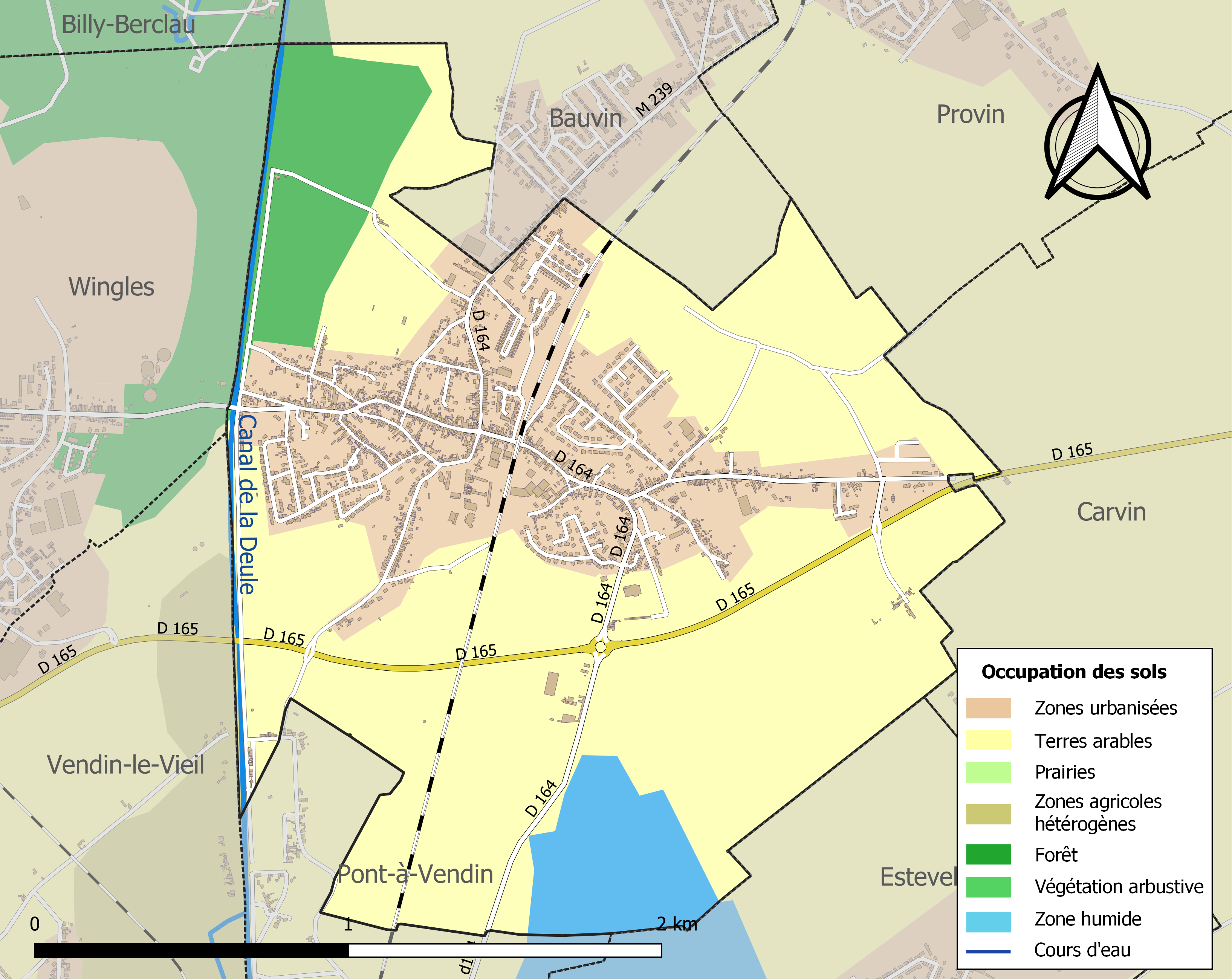
Kaart van de gemeente met belangrijkste infrastructuur, bodemgebruik en omliggende gemeenten

## Demografie
Onderstaande figuur toont het verloop van het inwonertal (bron: INSEE-tellingen).